# Liste der Kulturdenkmale in Oering
In der Liste der Kulturdenkmale in Oering sind alle Kulturdenkmale der schleswig-holsteinischen Gemeinde Oering (Kreis Segeberg) aufgelistet (Stand: 14. April 2025).

## Legende
In den Spalten befinden sich folgende Informationen:
- Objekt-ID: die Nummer des Kulturdenkmales
- Lage: die Adresse des Kulturdenkmales und die geographischen Koordinaten. Kartenansicht, um Koordinaten zu setzen. In der Kartenansicht sind Kulturdenkmale ohne Koordinaten mit einem roten Marker dargestellt und können in der Karte gesetzt werden. Kulturdenkmale ohne Bild sind mit einem blauen Marker gekennzeichnet, Kulturdenkmale mit Bild mit einem grünen Marker.
- Offizielle Bezeichnung: Bezeichnung des Kulturdenkmales
- Beschreibung: die Beschreibung des Kulturdenkmales
- Bild: ein Bild des Kulturdenkmales

## Bauliche Anlagen
| Objekt-ID      | Lage                                      | Offizielle Bezeichnung            | Beschreibung | Bild            |
| -------------- | ----------------------------------------- | --------------------------------- | --- | --------------- |
| 29944 Wikidata | Heidrade 17 (53° 49′ 51″ N, 10° 8′ 39″ O) | Kapelle / Apostel-Johannes-Kirche | Alteintragung (Aktualisierung vorgesehen) - Begründung: geschichtlich, künstlerisch, städtebaulich - Schutzumfang: Kapelle / Apostel-Johannes-Kirche, Glockenturm - Denkmaltyp: Bauliche Anlage | Fotos hochladen |

## Gründenkmale
| Objekt-ID | Lage                                      | Offizielle Bezeichnung | Beschreibung | Bild            |
| --------- | ----------------------------------------- | ---------------------- | --- | --------------- |
| 43526     | Olen Redder (53° 49′ 27″ N, 10° 8′ 56″ O) | Doppeleiche            | Doppeleiche mit Gedenkstein 1848–98; 1898, schleswig-holsteinische Doppeleiche (Schleswig-Holsteinische Erhebung), davor Findling mit Inschrift - Begründung: geschichtlich, Kulturlandschaft prägend - Schutzumfang: Doppeleiche, Gedenkstein - Denkmaltyp: Gründenkmal | Fotos hochladen |

## Quelle
- Liste der Kulturdenkmale in Schleswig-Holstein – Kreis Segeberg

- Karte mit allen Koordinaten:
- OSM |
- WikiMap